# ラヴ・エイント・ヒア・エニモア
「ラヴ・エイント・ヒア・エニモア」（Love Ain't Here Anymore）はイギリスの男性グループ、テイク・ザットの楽曲。

## 解説
2ndアルバム『エヴリシング・チェンジズ』に収録されていて同アルバムからの6枚目のシングルとしてリリースされた。1994年6月にリリースされ、UKチャートでは最高3位をマークした。メインボーカルはゲイリー・バーロウ。
スペイン語バージョン、"No Si Aqui No Hay Amor"も収録されている。